# Station Bratislava predmestie
Het station Bratislava predmestie (Slowaaks: Železničná stanica Bratislava predmestie) is een modern spoorwegstation voor reizigers in de Slowaakse hoofdstad Bratislava.

## Geschiedenis
Op 1 december 1891 werd deze treinstopplaats in gebruik genomen onder de benaming: Bratislava Dynamitka. Ze fungeerde in hoofdzaak voor het arbeidersverkeer van de dynamietfabiek: "Dynamit - Nobel". Mettertijd werd naar deze fabriek een aansluitend goederenspoor gelegd, dat zich gaandeweg ontwikkelde tot de grootste spooraansluiting in Bratislava.
Anno 1967 begon de oprichting van een nieuw stationsgebouw dat op 23 december 1971 plechtig in gebruik werd genomen. Dit bouwwerk liep langzamerhand grote schade op, deels door veroudering en deels door vandalisme. Bijgevolg werden vanaf 2001 plannen ontwikkeld voor een reconstructie. De wederopbouw werd goedgekeurd tijdens de bestuursperiode van Ján Figeľ op het Ministerie van Transport in 2011. De werken vatten aan in september 2012 en werden voltooid omstreeks de jaarwisseling 2017-2018.

## Ligging
Het station ligt in het stadsdeel Nové Mesto (regio: Okres Bratislava III), in de Račianska-straat, naast de spoorweghalte: "Bratislava-Vinohrady". Het bevindt zich -in noordelijke richting- op een afstand van ongeveer vijf kilometer van het oude stadscentrum Staré Mesto, en maakt deel uit van de spoorlijnen 120 (Bratislava-Trnava-Žilina) en 130 (Galanta - Štúrovo).

## Uitrusting
"Bratislava predmestie" is uitgerust met een eigen parkeerplaats en een elektronisch informatiesysteem. Tegenover het station is er een tram- en bushalte met de naam: "Bratislava-Vinohrady".

## Verkeer
Regionale treinen (OS):
- S55,
- S65.

## Openbaar vervoer
Halte "Bratislava-Vinohrady" voor:
- stedelijke tram en bus,
- regionale busverbindingen.

## Illustraties

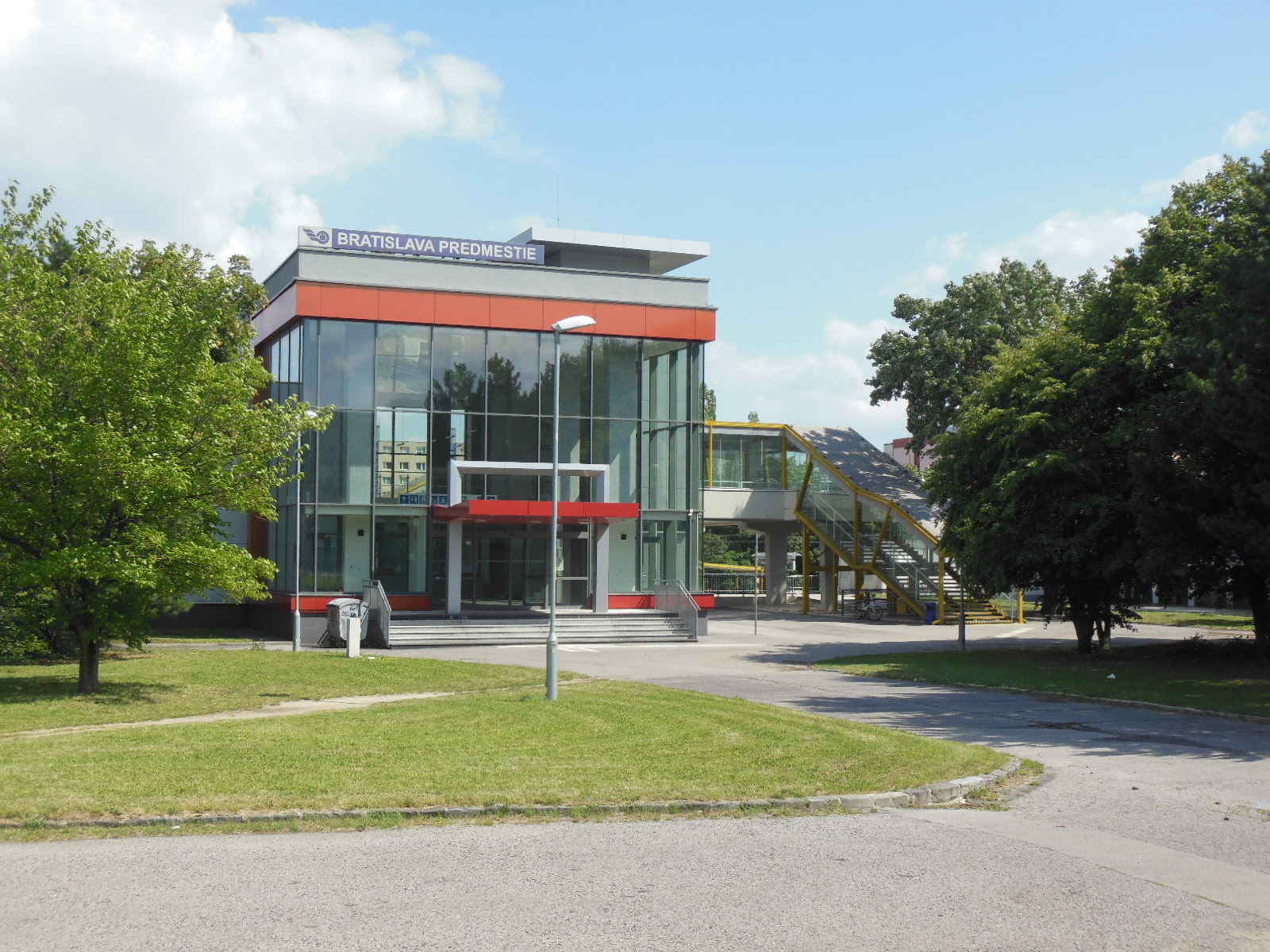
Het stationsgebouw anno 2018 na reconstructiewerken.
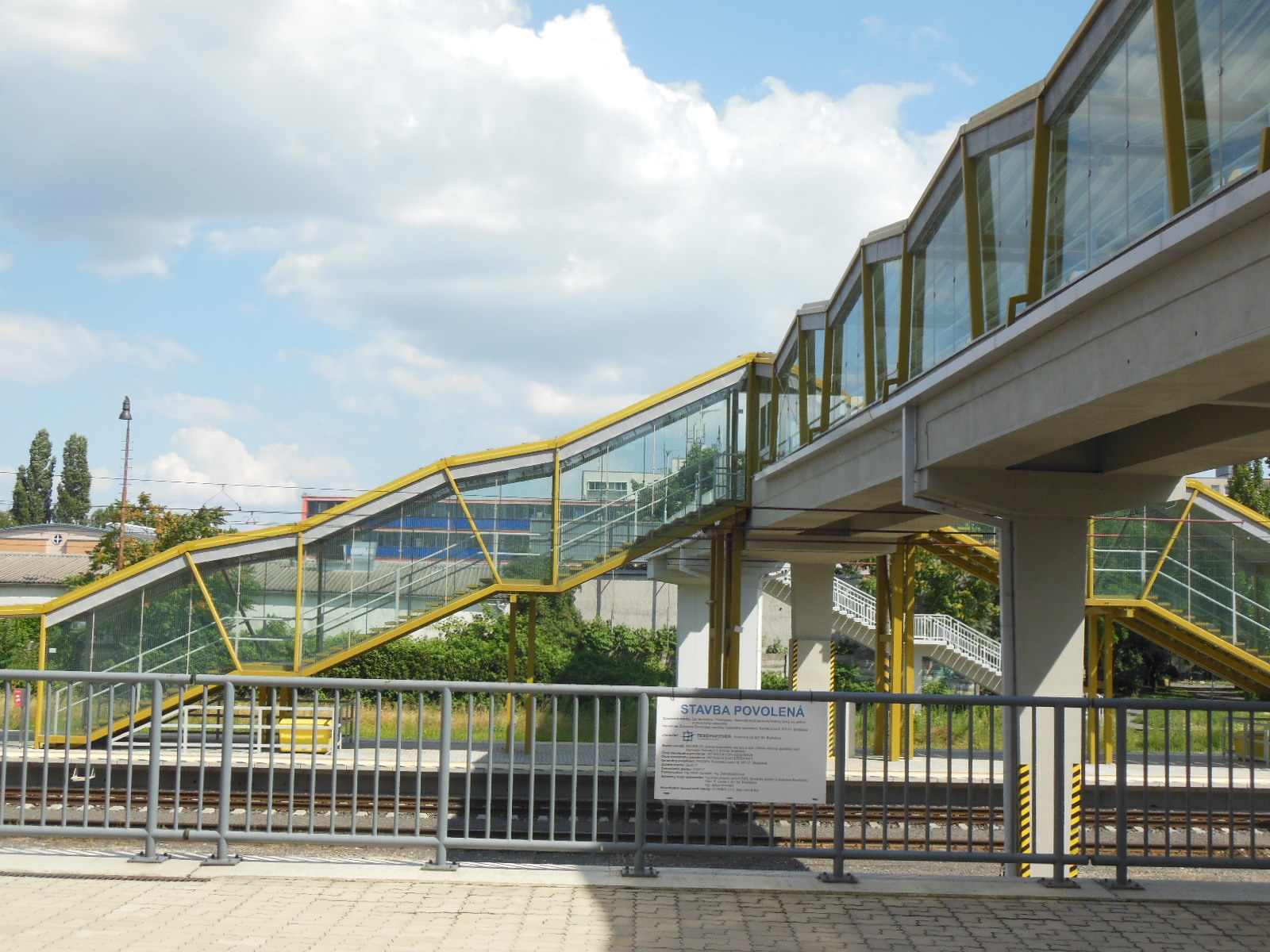
Vernieuwde loopbrug en toegang tot de perrons vanaf 2018.
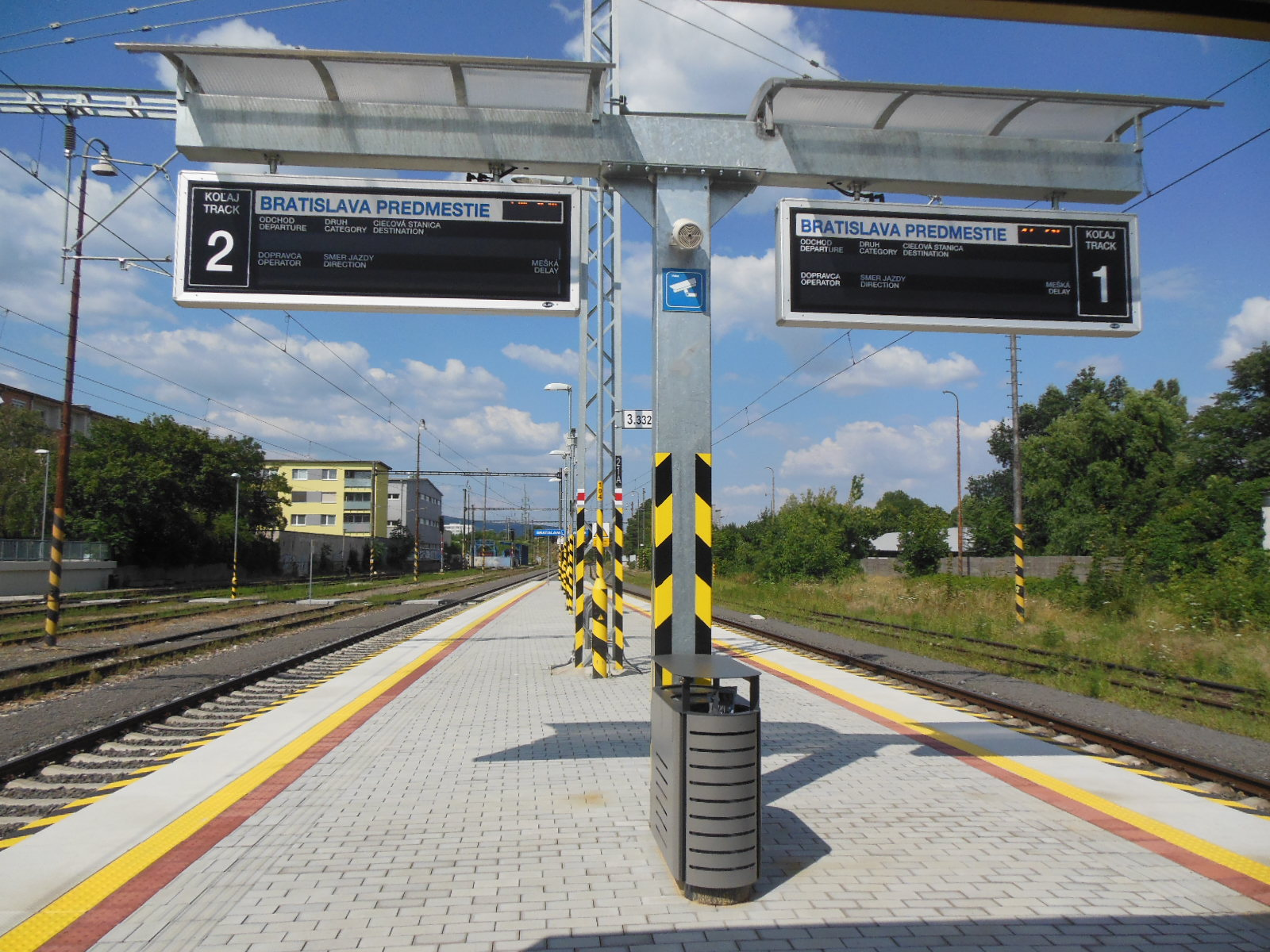
Elektronisch informatiesysteem.
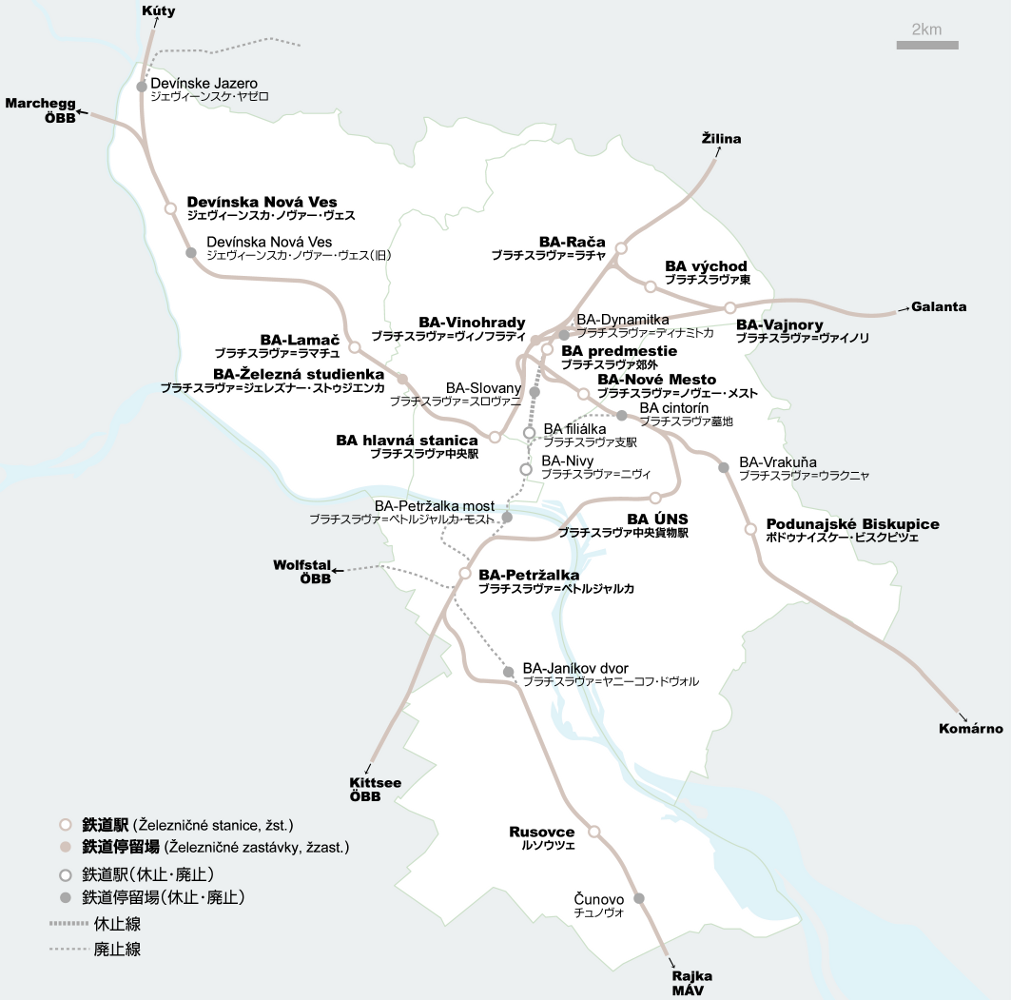
Situering ten overstaan van de andere stations in Bratislava.

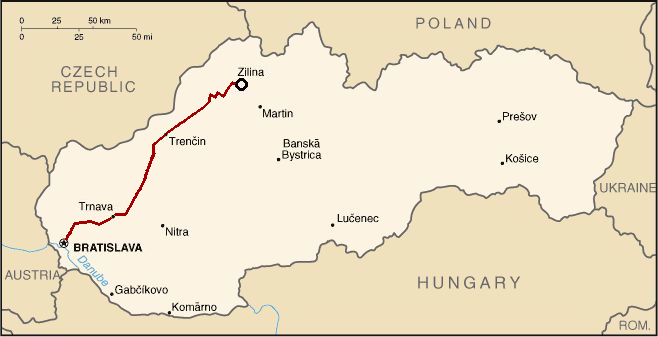
Spoorlijn 120.
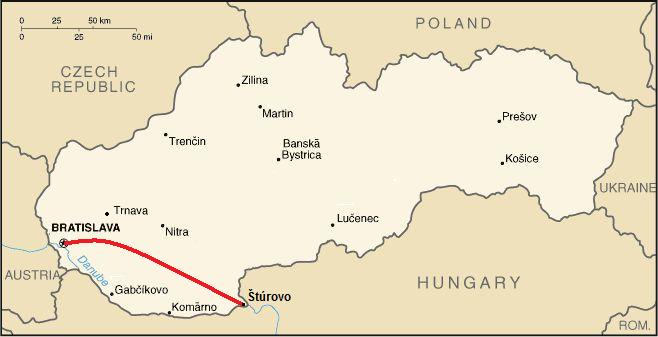
Spoorlijn 130.